# بيدرو ألكانتارا إرنان
بيدرو ألكانتارا إرنان
بيدرو ألكانتارا إرنان مارتينث دي ثالدوا (بالإسبانية: Pedro Alcántara Herrán)‏ عسكري وسياسي كولومبي ورئيس غرناطة الجديدة في الفترة فيما بين 1841 و1845. وُلد في بوغوتا في 19 أكتوبر 1800. بوصفه قائدًا عسكريًا، شارك في حروب الاستقلال في كل من غرناطة الجديدة وبيرو. وتُوفي في بوغوتا في 26 أبريل 1872.